# Kozacki Oddział Strzelców Behm
Kozacki Oddział Strzelców "Behm" (niem. Kosaken-Jäger-Abteilung "Behm", ros. Kазачий егерский дивизион "Бем") – oddział wojskowy Wehrmachtu złożony z Kozaków podczas II wojny światowej.
Oddział został sformowany na północnym Kaukazie jako Kozacki Dywizjon Rozpoznawczy w składzie 97 Dywizji Strzelców gen. Ernsta Ruppa. Od sierpnia 1942 r. zwalczał partyzantkę na południowy zachód od Majkopu. Po wycofaniu się z północnego Kaukazu pod koniec 1942 r., został przekształcony w Kozacki Oddział Strzelców "Behm. Na przełomie maja/czerwca 1943 r. jako II Dywizjon Konny wszedł w skład Terek Kosaken Reiter Regiment 6 1 Kozackiej Dywizji Kawalerii gen. Helmutha von Pannwitza.